# 团叶杜鹃
团叶杜鹃（学名：Rhododendron orbiculare ssp. orbiculare）为杜鹃花科杜鹃花属下的一个亚种。

## 扩展阅读
- 維基物種上的相關：团叶杜鹃